# Tuberossläktet
Tuberossläktet (Polianthes) är ett släkte i familjen agaveväxter med två arter från Mexiko.
De är örter med knöllik jordstam, spiralställda, lansettlika plad och i toppställda klasar ordnade, trattformiga välluktande vita blommor. De odlas ibland som krukväxter i Sverige.